# Tylonycteris pachypus
Tylonycteris pachypus es una especie de murciélago de la familia Vespertilionidae.

## Distribución geográfica
Se encuentra, mayoritariamente, en la región indomalaya (Bangladés, China, India, Indonesia Malasia, Indochina y Filipinas).